# Łagów (Mazovie)
Pour les articles homonymes, voir Łagów.
Łagów (prononciation : [ˈwaɡuf]) est un village polonais de la gmina de Przyłęk dans le powiat de Zwoleń de la voïvodie de Mazovie dans le centre-est de la Pologne.
Il se situe à environ 4 km au nord de Przyłęk (siège de la gmina), 13 km à l'est de Zwoleń (siège du powiat) et 109 km au sud-est de Varsovie (capitale de la Pologne).

## Histoire
De 1975 à 1998, le village appartenait administrativement à la voïvodie de Radom.